# Gentilshommes verriers

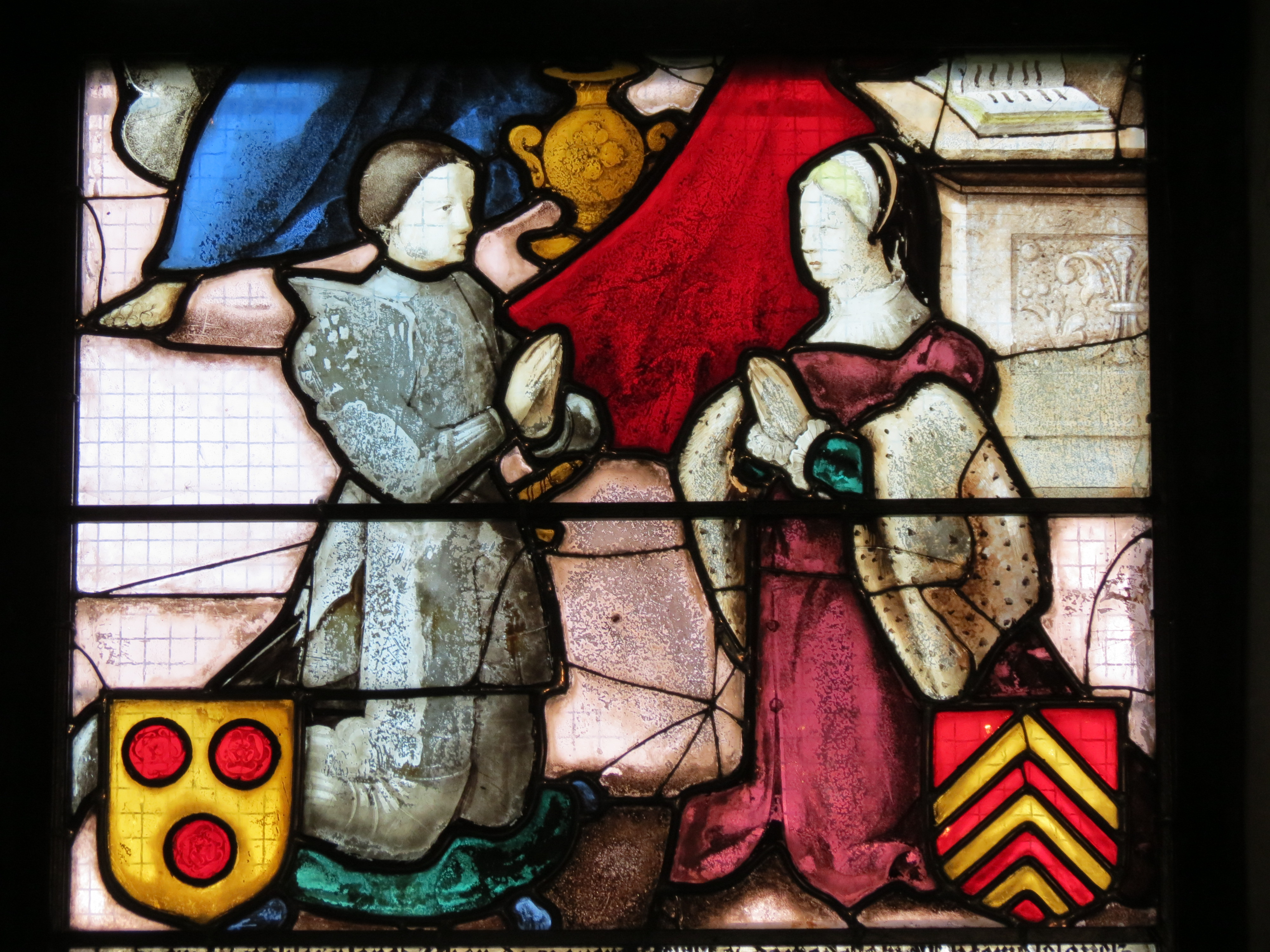
Vitrail de l'église de Bézu-la-Forêt représentant Jehan de Cacqueray et Jeanne de Bouju.

Les gentilshommes verriers étaient, en France sous l'Ancien Régime, des nobles exerçant la profession de maître verrier. Ils pouvaient exercer cette activité, bien que manuelle, sans perdre leur noblesse, à la suite d'une série de chartes royales disposant que le travail du verre n'entraînait pas de dérogeance.

## Histoire
Le plus ancien privilège royal connu accordé aux gentilshommes verriers est un acte signé de Charles VI (roi de France) en date du 24 janvier 1399 conservé à la Bibliothèque nationale. On peut y lire que « Droits et privilèges sont donnés à tous gens travaillant aux fours à verre. Permission est donnée aux nobles de naissance d'exercer le métier de verrier sans déroger à leur « noble état ».
La verrerie était en effet considérée comme un art noble. Ce privilège accordé ne signifiait pas qu'on était anobli en devenant verrier, mais qu'un noble pouvait exercer ce métier sans déroger. Edouard Gerspach écrit : « c’est une erreur fort répandue que de croire que le métier de verrier conférait la noblesse, il n’en était rien, et selon un ancien proverbe, « pour faire un gentilhomme verrier, il fallait d’abord prendre un gentilhomme ».
Les gentilshommes verriers ont toujours soutenu que leurs privilèges avaient été octroyés par le roi saint Louis qu'ils avaient suivi en croisade. En réalité, c'est à Philippe III le Hardi, son fils, qu'ils durent les privilèges attachés à la qualité de verrier. Il n'existe pas de documents authentiques se rapportant à cette époque.
« De Philippe le Bel, en 1312, autorisant les « verriers de Champagne à souffler le Verre sans déroger... » et les lettres patentes d’août 1727 de Louis XV, une dizaine de monarques ont codifié les activités des gentilshommes verriers au cours des siècles ».
En Normandie, en 1330, le roi de France Philippe VI de Valois autorise Philippe de Cacqueray, écuyer, à établir une verrerie près de Bézu. Il fut le premier inventeur des plats de verre appelés « verre de France ». D'autres familles nobles, tels les Bongars, Brossard et Le Vaillant reçurent le même privilège.
Dans le duché de Lorraine, quatre familles nobles de verriers obtenaient en 1448 du duc de Lorraine, d'importants privilèges pour s'installer en forêt de Darney. Le duc de Lorraine, octroie en 1469 une charte aux verriers de Lorraine qui les assimile aux nobles en leur accordant tous les privilèges attachés à l' état de noblesse (exemption de tailles, aides, subsides et subventions).
En 1502, le sieur de Hennezel qui était établi en forêt de Darney (on trouve aussi des verriers de ce nom en Languedoc) avait à fournir au duc de Lorraine comme charge « un petit assortiement de verres pour la table à chaque an ».
Vers 1565, des Huguenots de Normandie et de Lorraine s'installèrent en Angleterre, pays protestant. Parmi eux se trouvaient des gentilshommes verriers. Ils durent s'adapter à la vie dans leur nouveau pays, et leurs noms furent prononcés puis écrits à l'anglaise : les Cacqueray, Bongars, Thiétry, Hennezel devinrent Cockery, Bungar, Tittory, Henzy.
Au début du XVIIe siècle, durant la guerre de Trente Ans, en raison des ravages causés à la Lorraine, des verriers lorrains émigrèrent en Nivernais, Puisaye et Berry.
En 1619, Jean et Pierre d’Azémar, deux frères, membres de la plus ancienne famille verrière du Languedoc, reprennent une verrerie de cristal à Rouen et sont les auteurs d’un progrès décisif dans l’art de la verrerie par l’utilisation de charbon de terre pour les fourneaux.
En octobre 1753, tous les gentilshommes verriers du Languedoc furent convoqués en assemblée à Sommières, afin de « communiquer leurs titres de noblesse..., délibérer sur leurs règlements et ordres de leurs assemblées et généralement sur tous les différents mus ou à mouvoir ». Le procureur du roi en la cour royale Ignace Chrétien, prend la parole pour appuyer les gentilshommes verriers, réclamant le maintien de leurs privilèges et le droit exclusif d'exercer leur art et déclare : « ce n'est qu'après avoir versé leur sang et ruiné leur fortune que ces nobles obtinrent de la générosité du roi Saint Louis une planche après leur naufrage; le prince leur permit, avec une exemption absolue de tous les droits ordinaires, le droit d'exercer leur science sans encourir de dérogeance. Ce privilège leur est personnel et s'il y a parmi eux quelques intrus, ils espèrent de votre justice que vous leur tendrez une main secourable pour les séparer d'un corps dont ils n'ont jamais fait partie et qui doit être absolument pur dans son intégrité et sans tache de roture. »,.
Appartenant à la noblesse, les familles de verriers sont convoquées pour participer aux réunions préparatoires aux États Généraux de 1789.
La Révolution française supprime le privilège des gentilshommes verriers d’être seuls autorisés à souffler le verre, les verriers rentrent alors dans la catégorie des simples artisans.
En 1789, la corporation des gentilshommes verriers avait un rôle minime et elle fut supprimée en 1791 par la loi Le Chapelier.

## Non-dérogeance pour les nobles exerçant l'art du verre
Pour le royaume de France, la sociologue Jacqueline Hecht indique « l’arrêt de 1581 avait admis la non-dérogeance pour les gentilshommes-verriers ». Elle écrit : « La plupart des verriers se considéraient comme nobles parce qu’ils bénéficiaient des privilèges et exemptions du second ordre, et l’opinion, malgré l’absence de textes formels, demeurait convaincue que le droit de tenir des verreries n’appartenait qu’à des gentilshommes ».
Patrick Clarke de Dromantin, sur ce point, écrit : « Il convient tout d’ abord de rappeler que, contrairement à une opinion largement répandue, l’art du verre ne confère nullement la noblesse, mais permet seulement d’échapper à la dérogeance. Trois arrêts de la Cour des aides de Paris en 1582, 1597 et 1601 avaient pourtant fixé une jurisprudence constante en la matière ».
Gille André de La Roque dans son traité de la noblesse le rappelle : « C'est une erreur populaire et grossière de croire que les verriers soient nobles en vertu de leur exercice, car ils ne se peuvent pas plus avantager que les autres marchands et ouvriers du royaume, qui sont du Tiers-État, sinon que leur profession est fort honorable et qu'ils ne dérogent point, s'ils sont de naissance noble ».
Les nobles exerçant la profession de verrier étaient surnommés  « roturiers du verre ». Ce sous-entendu que leur noblesse était fragile se retrouve chez Boileau, qui raillait le poète français de Saint-Amant, descendant justement de nobles verriers, ainsi que chez Maynard, qui décocha à ce dernier cette petite épigramme :
Votre noblesse est mince

Car ce n'est pas d'un Prince

Daphmis que vous sortez,

Gentilhomme de verre

Si vous tombez à terre

Adieu vos qualités.